# Polystichum safarovii
Polystichum safarovii är en träjonväxtart som beskrevs av A. Askerov och A. Bobrov. Polystichum safarovii ingår i släktet Polystichum och familjen Dryopteridaceae. Inga underarter finns listade.